# Joseph Karemera
Joseph Karemera (* um 1954; † 11. Oktober 2024) war ein ruandischer Arzt, Politiker und Diplomat.

## Leben und Karriere
Karemera wurde nach 40 Jahren Leben im Exil eines der Gründungsmitglieder der Ruandischen Patriotischen Front (RPF). Während der Kämpfe der RPF, die im Oktober 1990 begannen, versorgte er als Arzt die Verwundeten und Kranken. Nach dem Ende des Völkermords an den Tutsi durch den Sieg der RPF war Karemera von 1994 bis 1997 Gesundheitsminister in der neuen Regierung. 1999 wurde er zum Bildungsminister ernannt. Darüber hinaus war er eine Zeit lang Botschafter Ruandas in Südafrika und Senatsmitglied. Karemera starb am 11. Oktober 2024 im Alter von 70 Jahren an Krebs. Am 16. Oktober wurde zu seinen Ehren eine Abschiedszeremonie im ruandischen Parlament abgehalten.